# Leon Malhomme

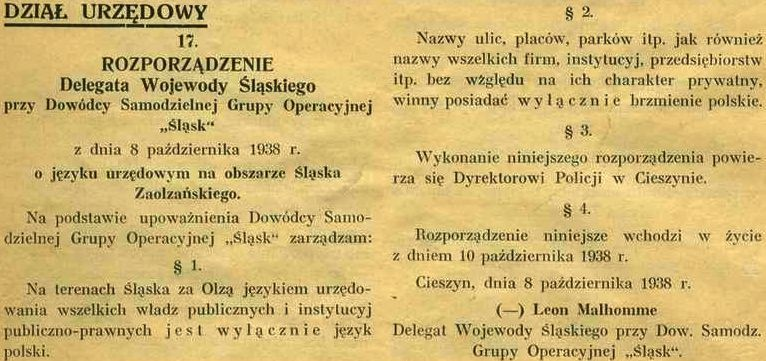
Dekret o výlučném užívání polštiny na anektovaném území, vydaný v „Západním Těšíně“ Leonem Malhommem, delegátem slezského vojvody při Samostatné operační skupině „Slezsko“

Leon Malhomme (4. ledna 1881 Petrohradu – 1940, Sovětský svaz) byl polský diplomat a politik. Byl polským konzulem v Německu (v Bytomi a, po přestěhování konzulátu, v Opolí) a v Československu (v Ostravě). Během svého působení v Ostravě podněcoval polskou menšinu na československém Těšínsku k protičeskoslovenským postojům. Na nátlak československé vlády byl z Ostravy odvolán. Po návratu do Polska se stal místovojvodou Slezského vojvodství. Po polské okupaci části československého Těšínska v souvislosti s Mnichovskou dohodou stál v čele civilní okupační správy při operační skupině polské armády, která okupaci provedla.